# Koponenia holoneuron
Koponenia holoneuron là một loài Rêu trong họ Amblystegiaceae. Loài này được (Herzog) Ochyra mô tả khoa học đầu tiên năm 1985.